# Chalcedectus balachowskyi
Chalcedectus balachowskyi är en stekelart som beskrevs av Wallace A. Steffan 1968. Chalcedectus balachowskyi ingår i släktet Chalcedectus och familjen puppglanssteklar.
Artens utbredningsområde är Iran. Inga underarter finns listade i Catalogue of Life.